# Petite rivière Bellefeuille
Petite rivière Bellefeuille är ett vattendrag i Kanada.   Det ligger i provinsen Québec, i den sydöstra delen av landet, 400 km nordväst om huvudstaden Ottawa.
I omgivningarna runt Petite rivière Bellefeuille växer i huvudsak blandskog. Trakten runt Petite rivière Bellefeuille är nära nog obefolkad, med mindre än två invånare per kvadratkilometer.